# Cotyschnolea minuta
Cotyschnolea minuta är en skalbaggsart som beskrevs av Martins och Maria Helena M. Galileo 2007. Cotyschnolea minuta ingår i släktet Cotyschnolea och familjen långhorningar. Inga underarter finns listade i Catalogue of Life.